# Torneio de Montreux de 1968
O Torneio de Montreux de 1968  foi a 41ª edição do Torneio de Montreux.

## Resultados
|    | Equipe        | Pts | J | V | E | D | GM | GS | DG  |
| -- | ------------- | --- | - | - | - | - | -- | -- | --- |
| 1º | Portugal      | 15  | 5 | 5 | 0 | 0 | 32 | 3  | 29  |
| 2º | Espanha       | 13  | 5 | 4 | 0 | 1 | 20 | 10 | 10  |
| 3º | Montreux HC   | 11  | 5 | 3 | 0 | 2 | 21 | 26 | -5  |
| 4º | US Triestina  | 9   | 5 | 2 | 0 | 3 | 14 | 24 | -10 |
| 5º | Países Baixos | 7   | 5 | 1 | 0 | 4 | 11 | 19 | -8  |
| 6º | Alemanha      | 5   | 5 | 0 | 0 | 5 | 9  | 25 | -16 |

|               | Suíça | Alemanha | Países Baixos | Portugal | Espanha | Itália |
| ------------- | ----- | -------- | ------------- | -------- | ------- | ------ |
| Montreux HC   |       | 7-6      | 3-2           | 3-8      | 3-6     | 5-4    |
| Alemanha      |       |          | 1-3           | 0-6      | 1-4     | 1-5    |
| Países Baixos |       |          |               | 0-6      | 3-5     | 3-4    |
| Portugal      |       |          |               |          | 2-0     | 10-0   |
| Espanha       |       |          |               |          |         | 5-1    |
| US Triestina  |       |          |               |          |         |        |